# Nya Sotenäspartiet
Nya Sotenäspartiet (NSP) var ett lokalt politiskt parti registrerat för val till kommunfullmäktige i Sotenäs kommun. Partiet bildades 1984 ur en sjöbodsförening som bildats 1982 i protest mot kommunala båtplatsavgifter. Sedan valet 2010 har partiet inte ställt upp med några kandidater i valen.

## Valresultat
| År   | Röster | Procent | Mandat         |
| ---- | ------ | ------- | -------------- |
| 1998 | 570    | 9,58 %  | 4 av 41 mandat |
| 2002 | 462    | 7,93 %  | 3 av 41 mandat |
| 2006 | 378    | 6,3 %   | 3 av 41 mandat |
| 2010 | 232    | 3,7 %   | 1 av 31 mandat |